# هوری‌ها
هوری‌ها (Hurrians) مردم باستانی شمال میان‌رودان از کوه‌های زاگرس تا سوریه بودند که در هزاره ششم پیش از میلاد در این منطقه ظهور یافتند. اطلاعات بسیار کمی از هوری‌ها نسبت به سایر تمدن‌های خاور نزدیک در دست می‌باشد. لیکن این تمدن از مهم‌ترین و تأثیر گذارترین تمدن‌های کهن خاور نزدیک می‌باشد.

## ساکنان باستانی هزارهٔ سوم پیش از میلاد
بخشی از خاک ماد در ربع سوم هزارهٔ سوم پیش از میلاد جزو منطقه‌ای است که منابع کتبی بر آن پرتو افکنده سخن کفته‌اند. از آثاری که به زبان سومری و اکدی در دست است چنین مستفاد می‌گردد که در کوهپایه‌های غربی زاگرس و آنجایی‌که بعدها مادغربی را تشکیل می‌داد قبایل هوریان و لولوبیان و کوتیان و قبایل دیگری که با عیلامیان قرابت داشتند، زندگی می‌کردند.
تمدن هوری‌ها در هزاره سوم در آناتولی شرقی نیز در سایه پادشاهی میتانی وجود داشت و آن‌ها بزرگ‌ترین و بانفوذترین ملت پادشاهی میتانی محسوب می‌شدند. هوری‌ها عملاً در هزاره دوم ق.م. در همه قسمت‌های بین النهرین باستانی ساکن گشتند و نقش اساسی در تاریخ هیتیان بازی کردند و این سرزمین‌ها معروف بود به سرزمین هوری‌ها. بسیاری از آیین‌های هوری در آناتولی هیتی یافت شد. با بسط سرزمین‌شان، هوری‌ها در اواخر قرن ۱۵ پ.م. رقیبی شدند برای بابل و مصر.
هوری‌ها احتمالاً پیش از پیشتر در آسیای مقدم پدیدار شده‌اند.

## زبان
زبان هوری، که اینک از میان رفته، نه زبان هندواروپایی بود و نه زبان سامی، بلکه زبانی خاص بوده، لیکن ممکن است که با زبان‌های گرجی و قفقازی خویشاوند باشد. این موضوع بیشتر از الواح میخی به دست آمده از خاتوشا Hattusha، پایتخت هیتیان، که تمدن‌اش بیش‌تر از هوری‌ها تأثیر پذیرفته بود، دانسته و تشخیص داده شده است. هوریان فاقد یک امپراتوری بودند اما بیش‌تر جمعیت پادشاهی نیرومند میتانی (۱۴۰۰–۱۵۵۰ پ. م) را هوری‌ها تشکیل می‌دادند.
زبان مردمان کاسی نیز به زبان‌های هوری اورارتویی مرتبط بوده است.

## آثار و تمدن هوری

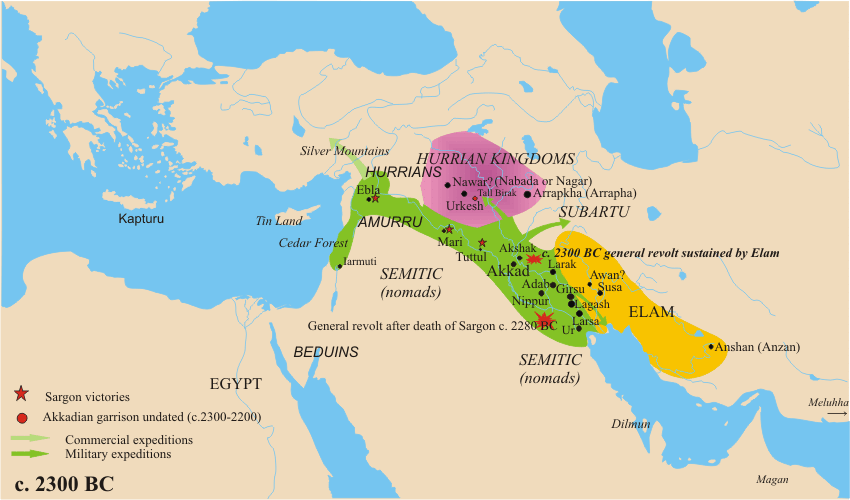
زیستگاه هوریان

قبایلی که به زبان هوری سخن می‌گفتند در هزارهٔ دوم پ.م. در بین النهرین شمالی و تا حدی در سوریه در سراسر فلات ارمنستان پراکنده بودند. اینان تا اواسط هزارهٔ یکم پ.م. در کنار قبایلی که منشأ دیگر داشتند باقی ماندند. زبان هوری با اورارتوییان خویشاوندی نزدیک داشت. نبشته‌ای به خط اکدی و به زبان هوری از شخصی به نام تیشاری پادشاه اورکیش و ناوار از ربع سوم هزارهٔ سوم پیش از میلاد در دست است. محل اورکیش مشخص نیست و مورد بحث می‌باشد. ولی ناوار مسلماً مکانی است که بعدها نامار یا نامرو خوانده شد.
در مشرق دجله و خاک آشور در هزارهٔ سوم پ.م. وجود هوریان ثابت شده است و در هزاره دوم پ.م. نیز ایشان در ناحیه کرکوک شهری در اقلیم کردستان عراق امروزی می‌زیسته‌اند. مدارک متقنی دربارهٔ نفوذ هوریان به نقاط شرقی‌تر در دست نیست. گرچه بعضی‌ها حدس زده‌اند نواحی آذربایجان و زنجان تا هزارهٔ یکم پ.م. ویژگی‌های هوری‌ها را واجد بوده‌اند. برخی از هوری‌ها احتمالأ از زمان قدیم در ناحیه دریاچه ارومیه (غربی) می‌زیسته‌اند و بخشی نیز شاید پس از استعمار آنجا توسط اورارتو در پایان قرن نهم و آغاز قرن هشتم پیش از میلاد، به آن نواحی کوچانده شده باشند.